# Achille (Accio)
Achille (Achilles) è una tragedia perduta dello scrittore latino Lucio Accio. L'opera trattava forse di alcuni episodi della guerra di Troia.